# Спрінг-Сіті (Пенсільванія)
Спрінг-Сіті (англ. Spring City) — місто (англ. borough) в США, в окрузі Честер штату Пенсільванія. Населення — 3494 особи (2020).

## Географія
Спрінг-Сіті розташований за координатами 40°10′37″ пн. ш. 75°32′47″ зх. д. / 40.17694° пн. ш. 75.54639° зх. д. (40.176898, -75.546471).  За даними Бюро перепису населення США в 2010 році місто мало площу 2,13 км², з яких 1,99 км² — суходіл та 0,14 км² — водойми.

## Демографія
Згідно з переписом 2010 року, у селищі мешкали 3323 особи в 1502 домогосподарствах у складі 787 родин. Густота населення становила 1563 особи/км².  Було 1643 помешкання (773/км²).
Расовий склад населення:
| - 91,4 % — білих - 3,6 % — чорних або афроамериканців - 1,4 % — азіатів - 0,1 % — корінних американців |

До двох чи більше рас належало 2,6 %. Частка іспаномовних становила 3,4 % від усіх жителів.
За віковим діапазоном населення розподілялося таким чином: 19,7 % — особи молодші 18 років, 66,9 % — особи у віці 18—64 років, 13,4 % — особи у віці 65 років та старші. Медіана віку мешканця становила 39,2 року. На 100 осіб жіночої статі у селищі припадало 105,9 чоловіків;  на 100 жінок у віці від 18 років та старших — 106,1 чоловіків також старших 18 років.
Середній дохід на одне домашнє господарство  становив 57 233 долари США (медіана — 45 844), а середній дохід на одну сім'ю — 67 079 доларів (медіана — 57 639). За межею бідності перебувало 3,7 % осіб, у тому числі 3,1 % дітей у віці до 18 років та 6,9 % осіб у віці 65 років та старших.
Цивільне працевлаштоване населення становило 1802 особи. Основні галузі зайнятості: освіта, охорона здоров'я та соціальна допомога — 26,2 %, виробництво — 15,4 %, роздрібна торгівля — 14,3 %.